# Ploštičník hroznatý

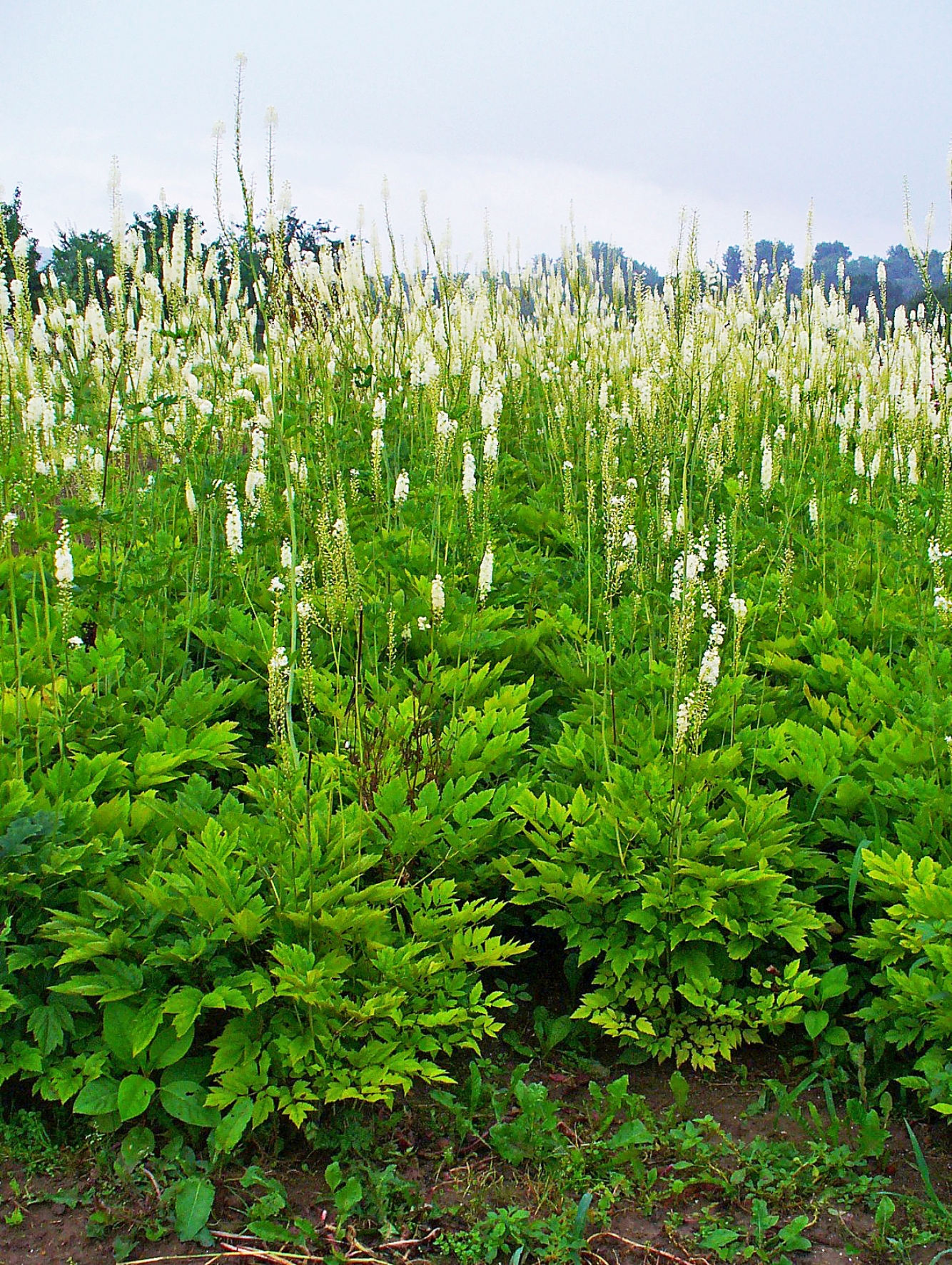
Porost na přirozeném stanovišti.

Ploštičník hroznatý (Actaea racemosa, syn. Cimicifuga racemosa) je rostlina, bylina z čeledi pryskyřníkovité. Kvete od srpna do září nápadnými bílými květy. Květ je považován za dekorativní a jako okrasná rostlina je proto druh široce pěstován. Druh je považován za léčivou rostlinu a má zřejmě účinky pro které může být využit ve farmacii.

## Synonyma

### Vědecké názvy
Podle některých zdrojů je pro rostlinu s označením Actaea racemosa používáno více rozdílných názvů, běžně je stále používáno označení Cimicifuga racemosa(L.) Nutt nebo byl například používán i název Actaea monogyna Walter. Podle EPPO, která druh označuje AATRA je pro týž taxon používán i název Actaea cimicifuga var. racemosa. Lze se setkat i s označením Actaea ramosa nebo Cimicifuga ramosa, jenž odkazuje na příbuzný taxon Actaea simplex.

## Výskyt
Ploštičník hroznatý se přirozeně vyskytuje v Severní Americe.

## Použití
Pro své výrazné květenství se ploštičník hroznatý vysazuje do ozdobných skalek a záhonů s dalšími trvalkami na polostinných stanovištích, kde vynikne. Může být vysazován jako solitéra, dekorativní v době květu v sadovnických kompozicích.

### Pěstování
Vyžaduje polostín, ale s dostatečnou zálivkou snáší i slunné stanoviště. Druhu vyhovuje i těžká, vlhká půda, bohatá na živiny.

## Množení
Lze jej rozmnožovat v malém množství i dělením trsů v předjaří.

## Využití v léčitelství
Ploštičníku využívají ve svém zboží prodejci rozmanitých potravinových doplňků s odůvodněním, že pomáhají ženám proti nepříjemným projevům menopauzy. Analýza výsledků lékařských studií ale nenašla významný rozdíl mezi užíváním ploštičníku a placeba.